# Грей, Тамайра
Тама́йра Мо́ника Грей-Уо́ттерс (англ. Tamyra Monica Gray-Watters; 26 июля 1979, Такома-Парк, Мэриленд, США) — американская актриса, певица и автор песен.

## Биография
Родилась 26 июля 1979 года в Такома-Парке (штат  Мэриленд, США).
Начала свою карьеру в качестве певицы в 2002 года с участия в 1-м сезоне музыкального реалити-шоу «American Idol», в котором она заняла 4-е место. Сыграла около десятка ролей в кино, пишет песни.
С 2 сентября 2006 года замужем за музыкантом Сэмом Уоттерсом (род.1970), с которым она встречалась 2 года до их свадьбы. У супругов есть дочь — Сиенна Мари Уоттерс (род.17.07.2010).